# 科尔内尔·布尔蒂卡
科尔内尔·布尔蒂卡（羅馬尼亞語：Cornel Burtică；1931年9月3日—2013年6月11日），罗马尼亚共产党中央政治执行委员会委员、中央书记处书记，罗马尼亚政府副总理兼对外贸易和国际经济合作部部长。外界将科尔内尔·布尔蒂卡、科尔内留·曼内斯库、扬·格奥尔基·毛雷尔、斯特凡·沃伊捷克、斯特凡·安德烈、保罗·尼古列斯库-米齐尔、格奥尔基·勒杜列斯库视为进入罗共中央最高领导层的知识分子和最勇敢的人。 

## 生平
1931年，出生于梅赫丁茨县巴亚德阿拉默镇泽古雅尼村的农民家庭。
1948年，加入罗马尼亚劳动青年联盟。
1951年，就读于布加勒斯特矿业和地质学院电气工程系。
1956年，加入罗马尼亚工人党，任矿业学院助理教授和实验室首席研究员。
1957年，任罗马尼亚学生联合会布加勒斯特市委员会主席和布加勒斯特大学党委候补委员。
1962年，为罗马尼亚劳动青年联盟中央委员会书记兼罗马尼亚全国学生联合会主席。3月，任罗马尼亚驻法国巴黎大使馆参赞。
1966年，任罗马尼亚驻意大利特命全权大使。9月，兼任驻摩洛哥大使。
1968年，兼任驻马耳他大使。
1969年，卸任回国，任罗马尼亚社会主义共和国政府对外贸易部部长。
1972年，被增补为罗马尼亚共产党中央委员会书记处书记兼任罗共中央宣传鼓动部部长。
1973年，任罗马尼亚全国广播电视委员会主席。
1974年，为罗共中央政治执行委员会委员、中央书记处书记。
1977年，为罗共中央政治执行委员会常设局委员、罗马尼亚社会主义共和国政府副总理兼任中央宣传鼓动部部长，分管社会主义文化和教育委员会、“斯特凡·乔治乌”社会政治学院、社会政治和历史研究所、政治出版社和建筑师协会。
1978年，被解除中央书记处书记职务兼任罗马尼亚对外贸易和国际经济合作部部长。
1979年，为罗共中央政治执行委员会委员、常设局委员。
1980年，参与签署了罗马尼亚第一份共同市场协议，推动罗马尼亚加入关税与贸易总协定、世界银行、国际货币基金组织。
1982年，在外贸工作中严重违法乱纪和造成巨大经济损失，被开除出罗共中央政治执委会、撤销大国民议会代表资格。 任普洛耶什蒂“5月1日”工厂总经理。
1990年，退休。
2013年，病逝。